# Doença rara

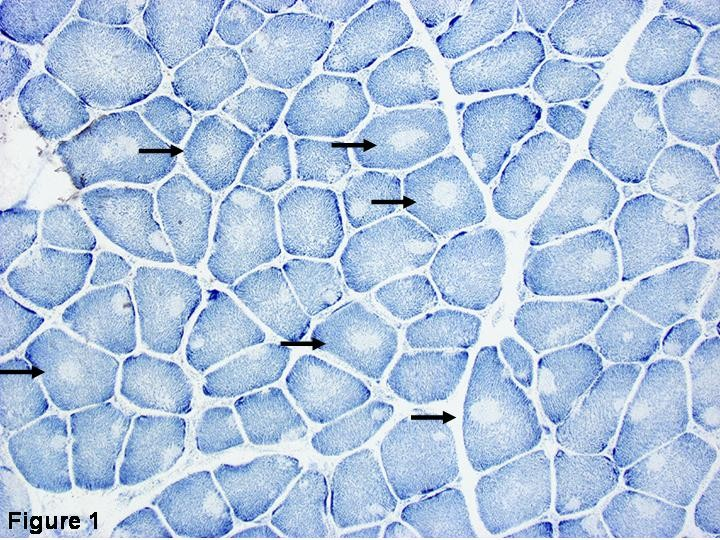
Histopatologia da miopatia do núcleo central(2007).

Uma doença rara, também referido como uma doença órfã, é uma doença que afeta uma pequena percentagem da população. A maioria das doenças raras são genéticas, e, portanto, estão presentes ao longo de toda a vida do paciente, mesmo que os sintomas não aparecem imediatamente. Muitas doenças raras aparecem no início na vida, e cerca de 30% das crianças com doenças raras morrem antes de completar seu quinto aniversário.
Não existe uma definição única, amplamente aceita para as doenças raras. Algumas definições dependem exclusivamente do número de pessoas que vivem com a patologia e outras definições incluem fatores como a existência de tratamentos adequados ou a gravidade da doença.
Nos Estados Unidos, a legislação define "doença rara" estritamente de acordo com a prevalência, especificamente "qualquer doença ou condição que afete menos de 200.000 pessoas nos Estados Unidos", ou cerca de 1 em 1.500 habitantes. No Japão, a definição legal de uma doença rara é aquela que afeta menos de 50.000 pacientes, ou cerca de 1 em 2.500 japoneses.
A Comissão Europeia sobre Saúde Pública define as doenças raras como aquelas que afetam menos de 1 em cada 2.000 pessoas. As definições utilizadas na literatura médica e por sistemas de saúde nacionais são igualmente divididas, com definições que variam de proporções 1/1.000 a 1/200.000.